# SABLE
SABLEは、テキストに音声合成用の注釈をつけるためのXMLベースマークアップ言語。コンピューターが文章から音声を合成するときにピッチ、言語、話者の性別などを指定できる。当時既に存在していた音声合成マークアップ言語であるSSML（Speech Synthesis Markup Language、W3C勧告ので同名のSSMLとは別物）、STML（Spoken Text Markup Language）、JSMLを統一する試みであり、Festival Speech Synthesis Systemで実際に使用された。しかし、SABLEは2010年時点で開発が止まっているとみられた。